# Bellicisme

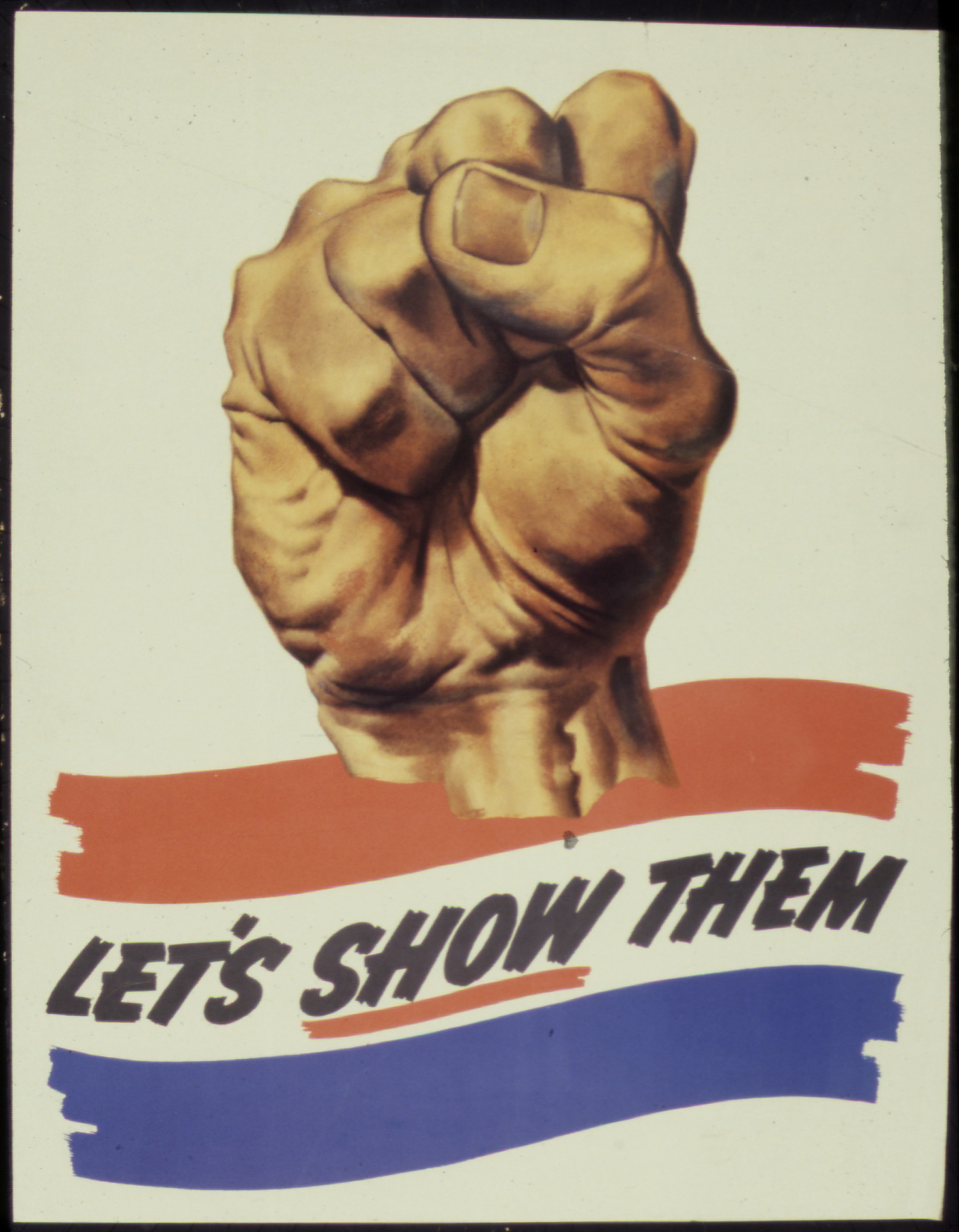
"On va leur apprendre" ; poster de propagande américain de la Seconde guerre mondiale jetant l'opprobre sur les forces de l'Axe. Source : NARA.

Le bellicisme est une idéologie renvoyant à la tendance à préconiser l'emploi de la force (guerre) pour résoudre un litige, notamment dans les relations internationales.
Le Dictionnaire Étymologique d'Albert Dauzat fait remonter à 1871 l'apparition du mot bellicisme qu'un polémiste appliquait à Otto von Bismarck, chancelier de l'Empire allemand.